# Impatiens sacculata
Impatiens sacculata là một loài thực vật có hoa trong họ Bóng nước. Loài này được Warb. mô tả khoa học đầu tiên năm 1897.